# Leptolucania ommata
Leptolucania ommata är en nordamerikansk tandkarp som är den enda arten i det monotypiska släktet Leptolucania. Den lever i sötvatten i USA, i de tre floderna Ogeecheefloden i Georgia, Escatawpafloden i Alabama samt Perdidofloden i Alabama och Florida. Den förekommer sällsynt som akvariefisk, men är svår att sköta och odla i fångenskap. Det är en så kallad icke-annuell art bland de äggläggande tandkarparna, och till skillnad från de annuella årstidsfiskarna i samma grupp behöver äggen alltså ingen diapaus för att utvecklas. 

## Utseende
Leptolucania ommata kan som vuxen bli upp till och med 3 centimeter lång, men vanligen bara 2 centimeter. Färgen är grönaktigt gul mot guld, med en mörk ögonfläck vid stjärtroten.